# Super Metroid
Super Metroid (スーパーメトロイド, Sūpā Metoroido) és un videojoc d'acció i aventura per a la Super Nintendo Entertainment System desenvolupat i publicat per Nintendo el 1994. És el tercer títol en la saga Metroid, i continua els esdeveniments del videojoc per a la Game Boy Metroid II: Return of Samus (1991). El jugador controla la caça-recompenses Samus Aran, que viatja al planeta Zebes a recuperar una criatura Metroid segrestada pel pirata espacial Ridley.